# Гута-Стара-А
Гута-Стара-А (пол. Huta Stara A) — село в Польщі, у гміні Почесна Ченстоховського повіту Сілезького воєводства.
Населення — 565 осіб (2011).
У 1975-1998 роках село належало до Ченстоховського воєводства.

## Демографія
Демографічна структура станом на 31 березня 2011 року:
|          | Загалом | Допрацездатний вік | Працездатний вік | Постпрацездатний вік |
| -------- | ------- | ------------------ | ---------------- | -------------------- |
| Чоловіки | 273     | 44                 | 194              | 35                   |
| Жінки    | 292     | 57                 | 162              | 73                   |
| Разом    | 565     | 101                | 356              | 108                  |